# Gasherbrum III
Le Gasherbrum III (en ourdou : گاشر برم -3 ; chinois simplifié : 加舒尔布鲁木III峰 ; chinois traditionnel : 加舒爾布魯木III峰 ; pinyin : Jiāshūěrbùlǔmù III Fēng) est le quinzième plus haut sommet du monde. Situé au Pakistan entre le Gasherbrum II et le Gasherbrum IV, il appartient au massif du Gasherbrum situé dans la chaîne du Karakoram.
Le Gasherbrum III a été, de 1964 à 1975, le plus haut sommet vierge du monde.

## Ascensions
- 1975 - Première ascension par une expédition mixte polonaise des alpinistes Wanda Rutkiewicz, Alison Chadwick-Onyszkiewicz, Janusz Onyszkiewicz et Krystof Zdzitowiecki.